# Дюлино
Дю́лино (болг. Дюлино) — село у Варненській області Болгарії. Входить до складу общини Бяла.

## Населення
За даними перепису населення 2011 року у селі проживали 310 осіб.
Національний склад населення села:
| Національність   | Кількість осіб | Відсоток |
| ---------------- | -------------- | -------- |
| болгари          | 240            | 84,8%    |
| цигани           | 39             | 13,8%    |
| турки            | 4              | 1,4%     |
| інша             | 0              | 0%       |
| не визначились   | 0              | 0%       |
| Всього відповіли | 283            |          |

Розподіл населення за віком у 2011 році:
Динаміка населення: